# John Bird Sumner
John Bird Sumner (Kenilworth, 25 febbraio 1780 – Croydon, 6 settembre 1862) è stato un arcivescovo anglicano inglese.

## Biografia
John Bird Sumner nacque nel 1780, primogenito del reverendo Robert Sumner e della moglie Hannah Bird, cugina di William Wilberforce; suo fratello Charles sarebbe diventato vescovo di Winchester. Dopo gli studi ad Eton e al King's College, nel 1802 cominciò ad insegnare ad Eton e l'anno successivo fu ordinato sacerdote. Fu prebendario a Durham dal 1819 al 1828, anno in cui fu consacrato vescovo di Chester. Nei suoi vent'anni sulla cattedra di Chester fece erigere molteplici scuole e chiese.
Nel 1848 divenne arcivescovo di Canterbury. Anglicano di ispirazione evangelica, fu apprezzato per i suoi scritti Treatise on the Records of Creation and the Moral Attributes of the Creator (1816) e The Evidence of Christianity derived from its Nature and Reception (1821). Grazie al suo posto nella camera dei Lord votò a favore dell'emancipazione cattolica e del divorzio, votando anche affinché gli ebrei continuassero ad essere esclusi dal parlamento.
Fu sposato con Marianne Robertson dal 1803 dalla morte della donna nel 1829 e la coppia ebbe nove figli. Morì ad Addington Palace, Croydon, nel 1862.